# فايسنشتات
فايسنشتات (بالألمانية: Weißenstadt) هي بلدة ألمانية تقع في بافاريا في ألمانيا. يقدر عدد سكانها بـ 3,434 نسمة .